# Andy Reid (calciatore)
Andrew Matthew Reid, detto Andy (Dublino, 29 luglio 1982), è un allenatore di calcio ed ex calciatore irlandese, di ruolo centrocampista, vice allenatore del Nottingham Forest.

## Caratteristiche tecniche
È un esterno sinistro che può giocare anche da interno di centrocampo.